# Synagoga w Izbicy Kujawskiej

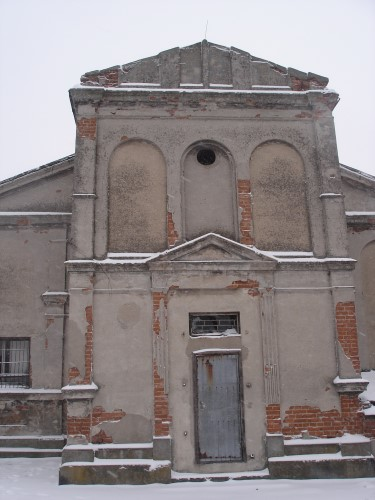
Wejście główne

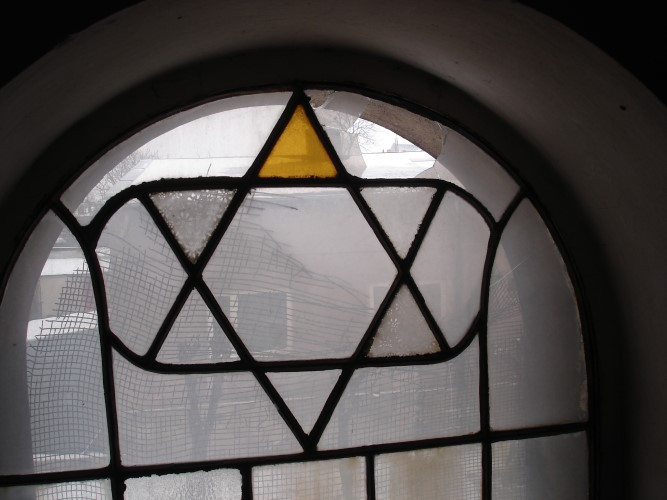
Witraż

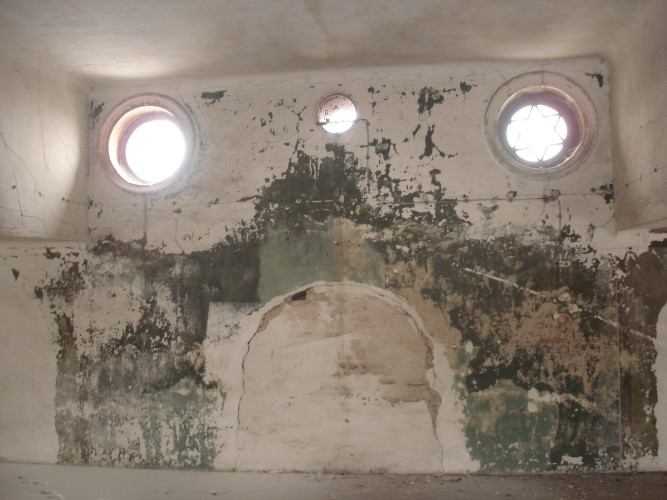
Pozostałość polichromii

Synagoga w Izbicy Kujawskiej – synagoga znajdująca się w Izbicy Kujawskiej, przy ulicy Kolskiej 16.

## Historia
Synagoga została zbudowana w latach 1880-1895, na miejscu starej drewnianej bożnicy. Podczas II wojny światowej hitlerowcy zdewastowali synagogę. W późniejszym okresie w budynku synagogi znajdował się magazyn i sklep z meblami. W 2000 roku na mocy ustawy z 1997 roku o restytucji mienia żydowskiego synagoga została zwrócona Gminie Wyznaniowej Żydowskiej we Wrocławiu.
Na początku 2007 roku synagoga została sprzedana prywatnemu przedsiębiorcy. Rozpoczęły się wówczas prace remontowe, uszczelniono m.in. dach synagogi oraz prowadzono prace porządkowe. Budynek ma w przyszłości służyć jako obiekt społeczno-kulturalny..

## Architektura
Murowany i orientowany budynek synagogi wzniesiono na planie prostokąta, z węższym przedsionkiem od zachodu i półkolistą apsydą od wschodu. Po wojnie główną salę modlitewną podzielono stropem oraz przebudowano. Do dziś zachował się wystrój zewnętrzny, a we wnętrzach wnęka po Aron ha-kodesz, pozostałości zniszczonych polichromii, pozostałości witraży oraz gwiazdy Dawida w okrągłych oknach.

## Galeria

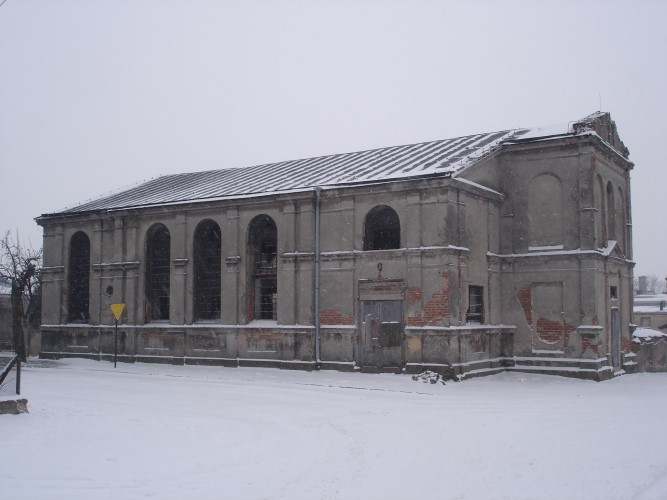
Synagoga przed generalnym remontem
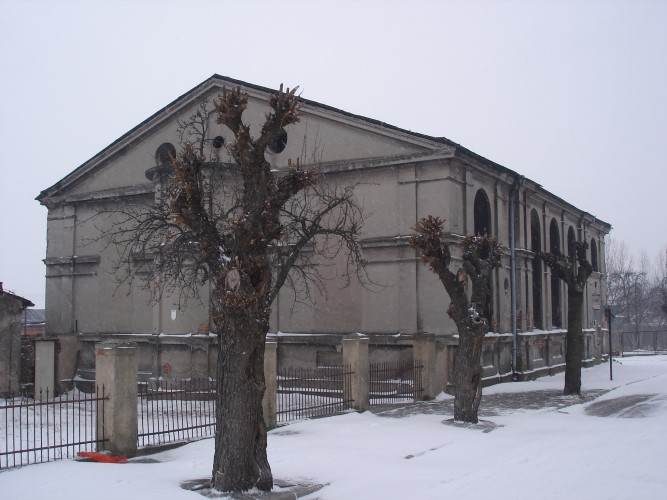
Widok od strony wschodniej
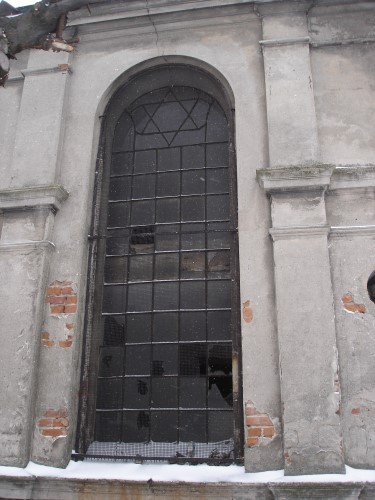
Okno
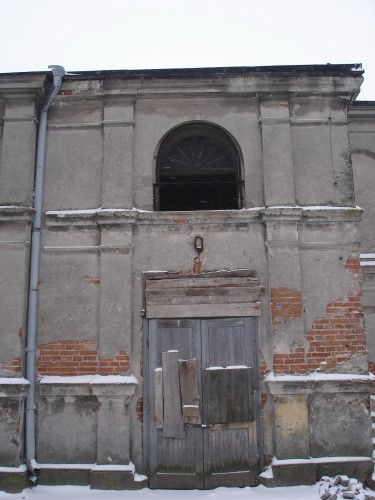
Boczne wejście
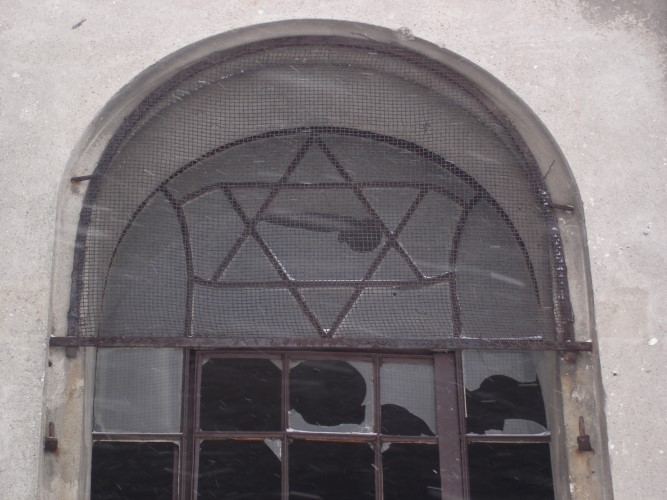
Witraż
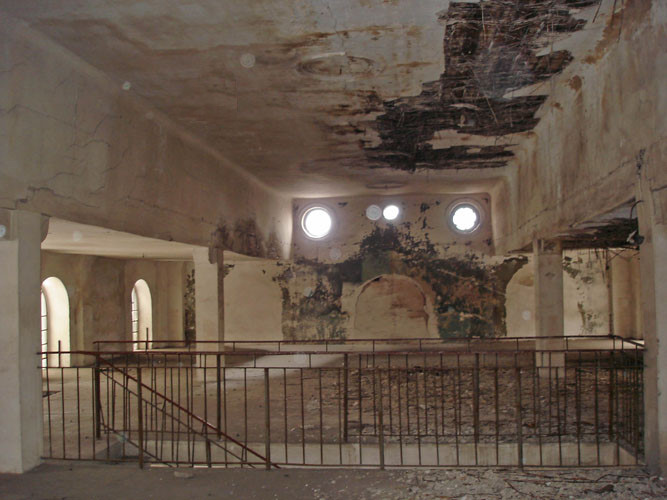
Wnętrze
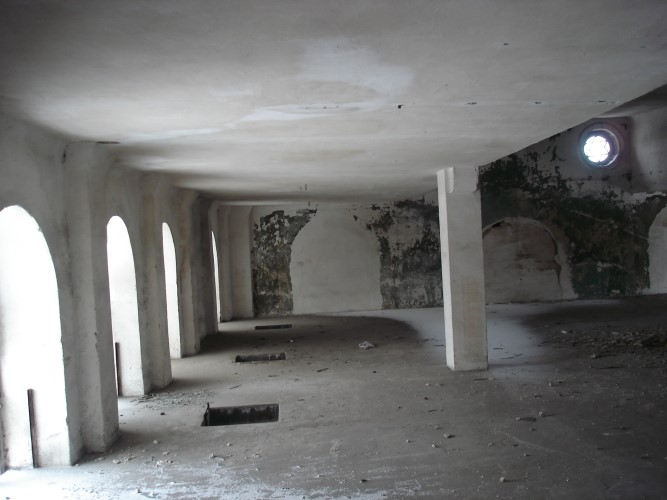
Wnętrze
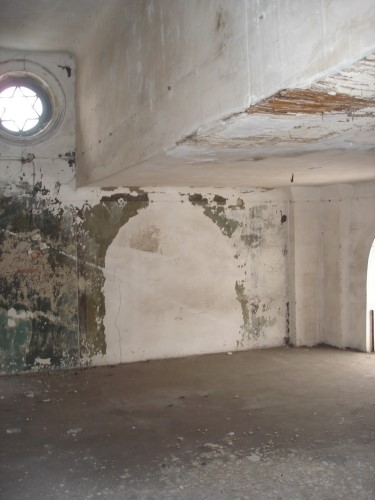
Zachowane polichromie
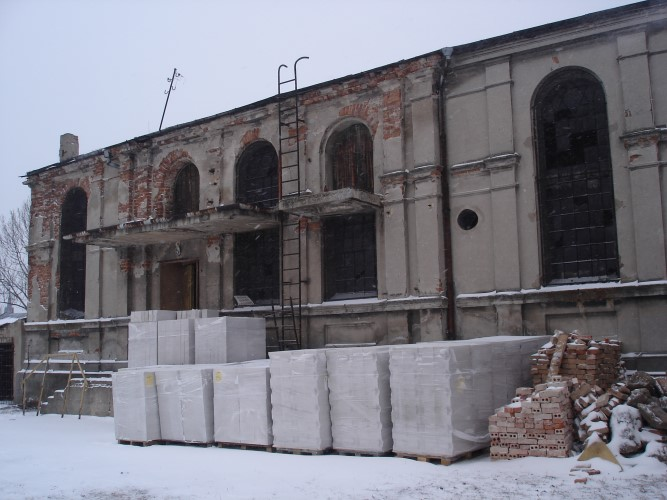
Prace remontowe